# Hjärnskadeförbundet Hjärnkraft
Hjärnskadeförbundet Hjärnkraft är en riksomfattande funktionsrättsorganisation som arbetar för personer med förvärvade hjärnskador och närstående. 

## Historik
Hjärnkraft bildades 1988 som en förening för och av anhöriga till personer med förvärvade hjärnskador. Medlemmarna sökte stöd hos varandra för att kämpa mot vårdens begrepp "Icke rehabiliteringsbar" var ett begrepp som var allmänt vedertaget och synen på möjligheterna med rehabilitering var mycket pessimistisk. 
1992-1993 genomförde Hjärnkraft en riksomfattande kartläggning av vad som hände med personer med förvärvade hjärnskador. Det visade sig att ett stort antal skadade fanns inom långvården eller på psykiatriska avdelningar, utan någon form av stimulans eller rehabilitering. Projektet bidrog till ökad insikt om att god rehabilitering ger resultat. 
2008 blev Hjärnkraft projektägare för Akta Huvudet, Sveriges största gemensamma satsning mot ungdomsvåld.

## Organisation
Förbundet består av 15 länsföreningar och nio lokalföreningar. Hjärnkraft är medlem i Funktionsrätt Sverige. Brain Injured and Families (BIF), Folkspel, Svensk Förening för Neuropsykologi och samarbetar med Arbetarnas Bildningsförbund (ABF). Förbundet står under kontroll av SFI (Stiftelsen för insamlingskontroll). 
Medlemstidningen Hjärnkraft kommer ut fyra gånger per år.
Förbundsstyrelsen består av elva ledamöter. Styrelsen väljs vid förbundsstämman på två år. Förbundsordförande heter Meta Wiborg. 

## Hjärnkrafts projekt
- Akta huvudet är en antivåldskampanj riktad mot främst högstadie- och gymnasieelever. Genom föreläsningar, diskussioner, workshops och filmvisning (Res dej inte) söker man motverka våldet i samhället.[1] Kampanjen startade i april 2009 och är tänkt att pågå fram tills åtminstone 2014.[2]

### Fotnoter
1. ↑  ”Projektet "Akta huvudet" hos Hjärnkraft”. http://www.hjarnkraft.nu/show.asp?si=882&sp=837&go=Verksamhet-%22Akta%20huvudet%22. Läst juli 2011.[död länk]
2. ↑  ”Antivåldfilm visas i landets skolor”. Norran. 21 april 2009. http://norran.se/nyheter/inrikes/article278057.ece?from=20101103190137.[död länk]